# Albizia leonardii
Albizia leonardii là một loài rau đậu thuộc họ Fabaceae.
Loài này chỉ có ở Haiti.